# Jan Schwarz
Jan Schwarz (27. září 1958 Třebíč – 10. listopadu 2023) byl český teolog, duchovní, publicista, novinář a spisovatel, v letech 2001–2005 sedmý biskup-patriarcha Církve československé husitské.

## Mládí a studium
Vyrůstal v katolickém rodinném prostředí, které spolu s pravidelnou účastí na bohoslužbách, aktivitách členů kapucínského řádu v Třebíči-Jejkově a ministrováním přispělo k jeho rozhodnutí věnovat se celoživotnímu poslání duchovního. Vzhledem k tomu, že svůj záměr zmínil v přihlášce ke středoškolskému studiu, nebyl přijat na gymnázium. V letech 1972–1976 se proto na Odborném učilišti Destila ve Slavkově u Brna vyučil instalatérem, následně prošel řadou stavebních a dělnických profesí (1976–1987). Při zaměstnání dálkově vystudoval Střední ekonomickou školu v Třebíči, krize vnitřní víry jej přivedla do řad věřících Církve československé husitské a koncem sedmdesátých let minulého století došlo také k jeho vážnému střetu s tehdejším totalitním režimem. Spolu s několika dalšími přáteli na Masarykovu vyhlídku v Třebíči v noci 21. srpna 1978 napsal „PRAVDA ZVÍTĚZÍ – DUBČEK, SVOBODA“, což vedlo nejen k policejnímu vyšetřování i domovním prohlídkám, ale také k pozdějšímu zatčení, odsouzení a věznění v Plzni-Borech.
Vysokoškolské studium mu bylo povoleno až v letech politického uvolňování, souvisejících se změnami v tehdejším SSSR po nástupu Gorbačovova vedení. Absolvoval je na Husově československé bohoslovecké fakultě a Husitské teologické fakultě Univerzity Karlovy (1987–1991), v listopadu 1989 jako prefekt studentů bohosloví vedl demonstrační průvody z Dejvic na Václavské náměstí a byl členem celostátního stávkového výboru, kde mj. spolupracoval s pozdějším senátorem Martinem Mejstříkem, členem CČSH. Doktorát teologie získal v roce 2001 na základě obhájené disertační práce Církev československá (husitská) a židovství v letech 1920–1950.

## Duchovní CČSH
Po absolutoriu na HTF UK působil v letech 1991–1999 jako farář v Třebíči a administrátor okolních náboženských obcí Náměšť nad Oslavou, Kralice nad Oslavou, Rosice u Brna a Omice u Brna. Plně se zapojil také do dalších oblastí polistopadového vývoje, jednak jako asistent poslance dolní komory Parlamentu České republiky za okres Třebíč JUDr. Ing. Jiřího Karase (KDU-ČSL), souběžně pak byl externím redaktorem deníků Lidová demokracie, Rovnost, týdeníku Horácké noviny a časopisu Naše rodina. V roce 2000 se stal tiskovým mluvčím a přednostou Naukového odboru Ústřední rady Církve československé husitské.

## Biskup-patriarcha CČSH
V září 2001 byl zvolen sedmým biskupem-patriarchou Církve československé husitské, biskupská ordinace a slavnostní uvedení do úřadu proběhly v chrámu náboženské obce Praha-Dejvice. Ač již byl v této době mediálně známý jako charismatická osobnost a úspěšný popularizátor idejí CČSH na veřejnosti, jeho volba nebyla všemi členy církve přijata jednoznačně pozitivně. V dalších letech docházelo k opakovaným střetům, osobnímu napadání a vzájemnému obviňování z netransparentního hospodaření i osobních pochybení především mezi ním a členy biskupského sboru. Eskalaci narůstajících problémů, hrozících rozkolem církve, se pokusila Ústřední rada CČSH vyřešit svým rozhodnutím ze 14. 5. 2005, jímž dočasně pozastavila výkon všech patriarchových funkcí a služeb. Ten svolal na červen téhož roku 4. zasedání VIII. sněmu, v jehož průběhu na své postavení rezignoval. Církevní zastupitelstvo jmenovalo správcem církve do volby nového patriarchy královéhradeckého biskupa Mgr. Štěpána Kláska.

## Období po roce 2005
Odešel do náboženské společnosti českých unitářů (NSČU), v Unitarii založil společenství Svítání v duši, ekumenickou pospolitost, která se pravidelně scházela v sále v sídle NSČU v Anenské ulici. Souběžně pokračoval v externí spolupráci s řadou periodik a Českým rozhlasem 2 – Praha, kde připravoval a moderoval víkendové pořady Dobré jitro. Kromě psaní knih se v týmu tehdejšího ministra vnitra ČR Františka Bublana jako jeho asistent mj. věnoval zakládání antikonfliktních týmů.
Po velmi vážném úrazu v prosinci 2006, kdy se ocitl na samé hranici života, byl několik let v plném invalidním důchodu, své angažmá v NSČU ukončil a věnoval se publicistické, novinářské a spisovatelské činnosti.

## Dílo

### Publikace
- DRAF – Duchovní vývoj a dílo PhDr. Alfréda Fuchse. Praha: Husitská teologická fakulta UK, 1991
- Církev československá (husitská) a židovství v letech 1920–1950. Praha: Husitská teologická fakulta UK, 1998
- Už vím, kde bydlí Jeduděs. Praha: Církev československá husitská, 2000
- Proč oslepli andělé. Praha: Církev československá husitská, 2001
- Krásný život pod psa aneb O velké i malé politice s poslancem Jiřím Karasem rozmlouval Jan Schwarz. Praha: Sypták vydavatelství, 2005
- Dobré jitro, přátelé. Praha: Mladá fronta, 2008
- Tajemné dveře do domu Bible. Praha: Beta Books, 2010

### Fejetony, eseje, články a glosy
- V devadesátých letech byl publicisticky činný v periodických tiskovinách Lidová demokracie, Naše rodina, Rovnost, Horácké noviny a Český zápas.
- V průběhu svého patriarchátu pravidelně vystupoval v relacích televizních i rozhlasových stanic, poskytl řadu rozhovorů a vyjádření ústředním deníkům, časopisům i dalším tištěným médiím. V rámci CČSH publikoval v týdeníku Český zápas a v kalendáři Blahoslav.
- Po roce 2005 se jeho materiály objevují zejména v periodikách Jihlavské listy, Pražský deník, Naše rodina, Doba seniorů, Regenerace a pravidelně v duchovní revue plzeňské Unitarie Svobodná cesta. Externě spolupracoval s Redakcí denního vysílání Českého rozhlasu 2-Praha.